# Ainsworth (Nebraska)
Ainsworth è un comune degli Stati Uniti d'America, situato in Nebraska, nella contea di Brown.